# Пушево
Пушево е село в Северна България. То се намира в община Велико Търново, област Велико Търново.

## География
Село Пушево е разположено в Средния Предбалкан на около 12 km западно от Велико Търново, по десния бряг на река Янтра.

## История
В Пушево през 1850 г. е построен православен храм „Света Богородица".
В селото е съществувало Начално училище в периода 1905 – 1944. През 1932 се построява сградата на Народно читалище „Сполука“.
През 1905 г. се създава потребителска кооперация „Зора“. През 20-те години е построена мелницата „Братя Косеви - Хаджигенчеви“. През годините е съществувало и производство на керамични изделия за покриви.
Трудово кооперативно земеделско стопанство (ТКЗС) „Васил Левски“ е учредено през 1951 година.

## Население
Численост на населението според преброяванията през годините:
| \| Година на преброяване \| Численост \| \| --------------------- \| --------- \| \| 1934 \| 838 \| \| 1946 \| 842 \| \| 1956 \| 607 \| \| 1965 \| 367 \| \| 1975 \| 310 \| \| 1985 \| 204 \| \| 1992 \| 179 \| \| 2001 \| 161 \| \| 2011 \| 138 \| \| 2021 \| 155 \| |           |
| Година на преброяване | Численост |
| 1934 | 838       |
| 1946 | 842       |
| 1956 | 607       |
| 1965 | 367       |
| 1975 | 310       |
| 1985 | 204       |
| 1992 | 179       |
| 2001 | 161       |
| 2011 | 138       |
| 2021 | 155       |

### Етнически състав
Преброяване на населението през 2011 г.
Численост и дял на етническите групи според преброяването на населението през 2011 г.:
|                     | Численост | Дял (в %) |
| Общо                | 138       | 100.00    |
| Българи             | 132       | 95.65     |
| Турци               | 0         | 0.00      |
| Цигани              | 6         | 4.34      |
| Други               | 0         | 0.00      |
| Не се самоопределят | 0         | 0.00      |
| Неотговорили        | 0         | 0.00      |

## Културни и природни забележителности
До самото село се намират диворастящи кактуси - едно от трите такива места в България. Принадлежат към северноамериканския вид Opuntia humifusa, инвазивен за Европа.
Край селото, на Дрянков хълм и в реката, има вкаменелости, предимно палеонтоложки находки от безгръбначни (миди, морски таралежи, раменоноги), събирането им е забранено.

## Редовни събития
- Сбор на Димитровден.

## Личности
- Илия Русинов – автомобилен дизайнер в САЩ[6]